# جوانا ادلر
جوانا ادلر (بالإنجليزية: Joanna P. Adler)‏ مواليد 1 يناير 1964 في الولايات المتحدة، هي ممثلة أمريكية بدأت مسيرتها الفنية عام 1993.

## روابط خارجية
- جوانا ادلر على موقع IMDb (الإنجليزية)
- جوانا ادلر على موقع قاعدة بيانات الفيلم (الإنجليزية)